# Spellbinder (tekstverwerker)
Spellbinder is een tekstverwerkingspakket voor de Exidy Sorcerer-computer.
Aanvankelijk werd Spellbinder alleen geleverd op een rom-pack, maar rond 1984 werd het pakket ook gedistribueerd middels floppy disks. Hoewel deze laatste versie gebaseerd was op het besturingssysteem CP/M, was Spellbinder zodanig gebonden aan de Exidy Sorcerer dat gebruik op andere CP/M-systemen niet direct mogelijk was. Er zijn wel aangepaste versies uitgebracht voor de Xerox, HP-125 en Eagle-II en Eagle-III CP/M systemen. Na CP/M is er een MS-DOS versie op de markt gebracht, bijv. versie 5.30. In 1990 bracht men zelfs nog een versie 6.10 op de markt.